# لانگ بردی
لانگ بردی (به انگلیسی: Long Bredy) یک روستا و محله مدنی در بریتانیا است که در West Dorset واقع شده‌است. لانگ بردی ۲۰۸ نفر جمعیت دارد.